# غريغوري بورنس
غريغوري بورنس (بالإنجليزية: Gregory Burns)‏ هو رسام أمريكي، ولد في 1957 في واشنطن العاصمة في الولايات المتحدة.

## روابط خارجية
- غريغوري بورنس على موقع Paralympic.org (الإنجليزية)